# Filip Prpic
Filip Prpic, né le 26 mai 1982 à Helsingborg, est un joueur de tennis suédois, professionnel de 2002 à 2011.

## Carrière
Il joue son premier match sur le circuit ATP à l'Open de Suède en 2002 et remporte son premier match à l'Open de Stockholm 2007 face à Óscar Hernández. Il remporte un second match sur le circuit contre Iván Navarro à Johannesbourg en 2010.
Il remporte deux tournois Challenger à Valladolid en 2005 et à Lanzarote en 2006 et sept tournois Future. En double, il s'illustre à Nottingham en 2006 et Istanbul en 2009.
Il joue avec l'équipe de Suède de Coupe Davis le premier tour du groupe mondial en 2012 face à la Serbie et perd ses deux matchs contre Janko Tipsarević et Dušan Lajović. Prpic était classé 1426e et avait arrêté sa carrière depuis plusieurs mois.

## Parcours dans les tournois de Grand Chelem

### En simple
N'a jamais participé à un tableau final.